# Pocco Duoduo

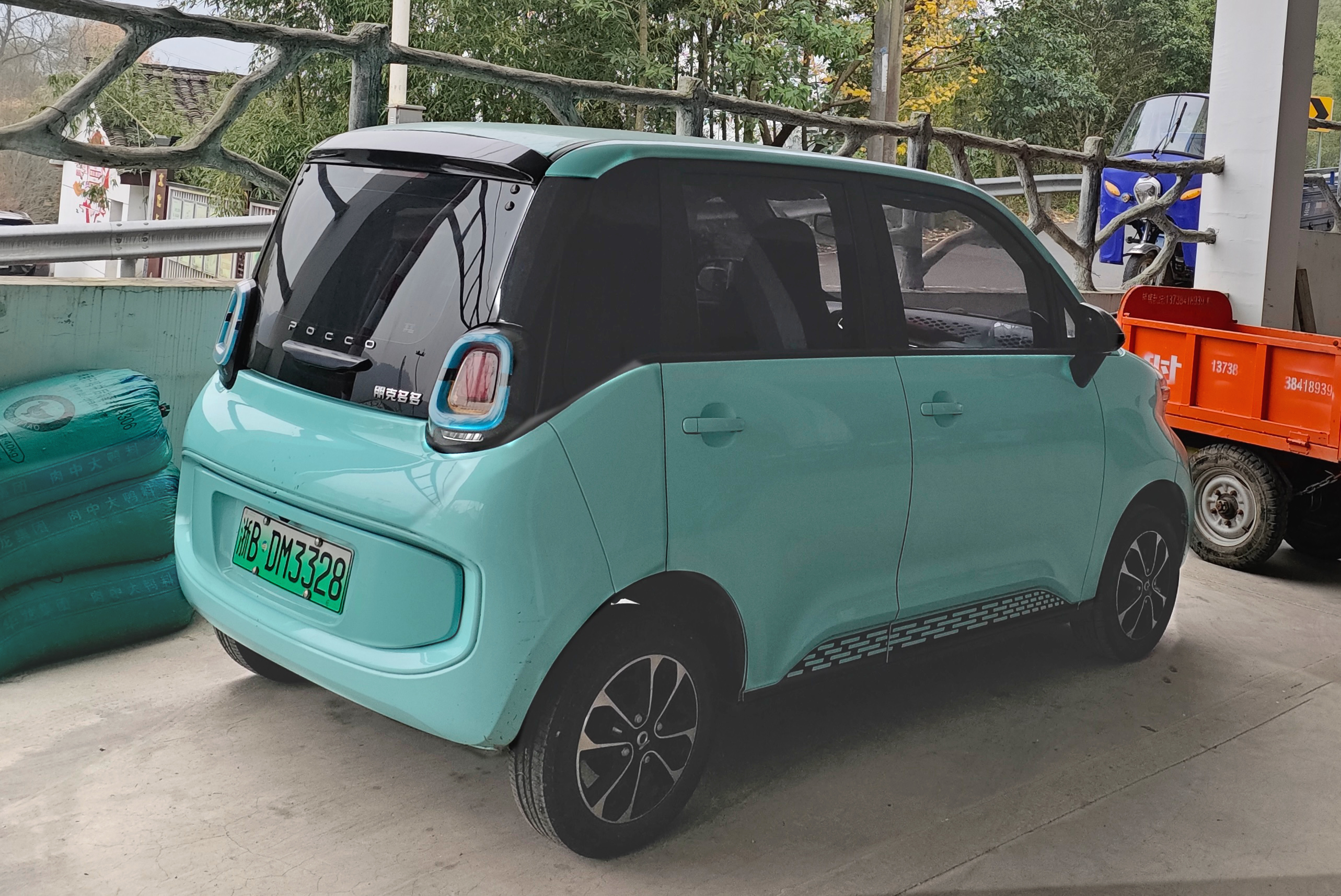
Pocco Duoduo

Der Pocco Duoduo ist ein batterieelektrisches Pkw-Modell der 2020er Jahre. Er wurde in China hergestellt und unter der Marke Pocco vertrieben.

## Beschreibung
Der Duoduo war nach dem kleineren Meimei das zweite Fahrzeug der Marke. Er ist 3310 mm lang, 1500 mm breit und 1588 mm hoch und gilt damit als Leichtfahrzeug. Der Radstand beträgt 2275 mm und die Spurweite 1300 mm. Der Wagen hat 13-Zoll-Räder und wiegt zwischen 750 und 805 kg. Die geschlossene Karosserie mit vier Seitentüren plus großer Heckklappe bietet Platz für vier Personen. Andere Quellen geben eine geringfügig andere Fahrzeuglänge von 3325 mm an.
Ein Elektromotor mit 29 kW (39 PS) Leistung und 110 Nm Drehmoment ist vorn im Fahrzeug eingebaut und treibt die Vorderräder an. Damit sind 100 km/h Höchstgeschwindigkeit möglich. Der Akku hat eine Kapazität von 10,3 oder 14,5 kWh. Damit beträgt die Reichweite nach dem NEFZ-Fahrzyklus 128 bzw. 178 km.
Die Markteinführung war im August 2021. In dem Jahr wurden 18.713 Fahrzeuge verkauft. Bis zur Produktionseinstellung im Juni 2022 folgten weitere 6948 Fahrzeuge. Zusammen sind das 25.661 Fahrzeuge.
Am 11. April 2022 wurde berichtet, dass der Hersteller Bilder einer Modellpflege veröffentlicht hatte. Sie betrafen die Front- und Heckgestaltung. Als Markteinführung wurde das dritte Quartal 2022 angenommen. Da war das Modell aber bereits eingestellt.